# Pflanzenschutzmittel

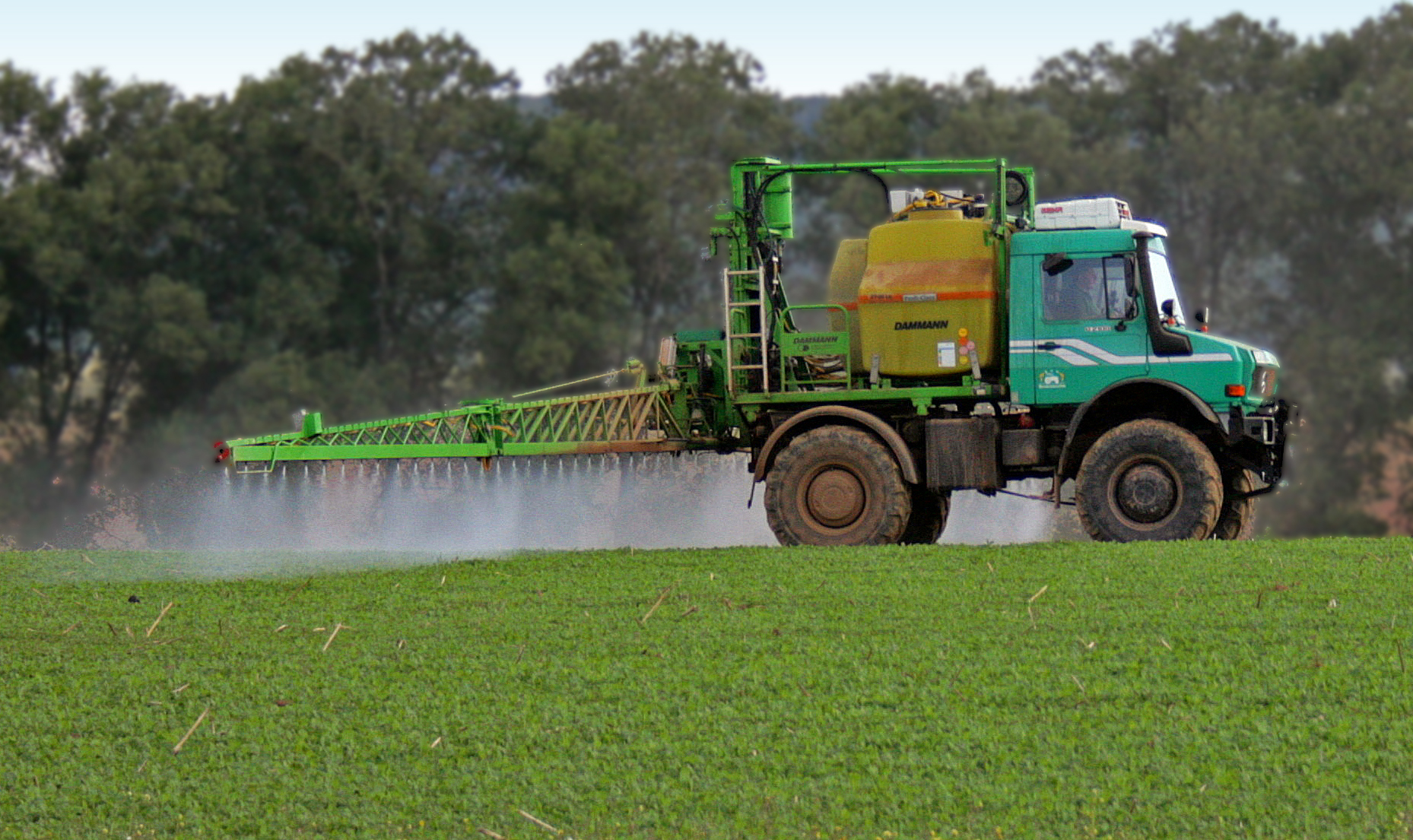
Unimog 427 bei der Ausbringung eines Pflanzenschutzmittels

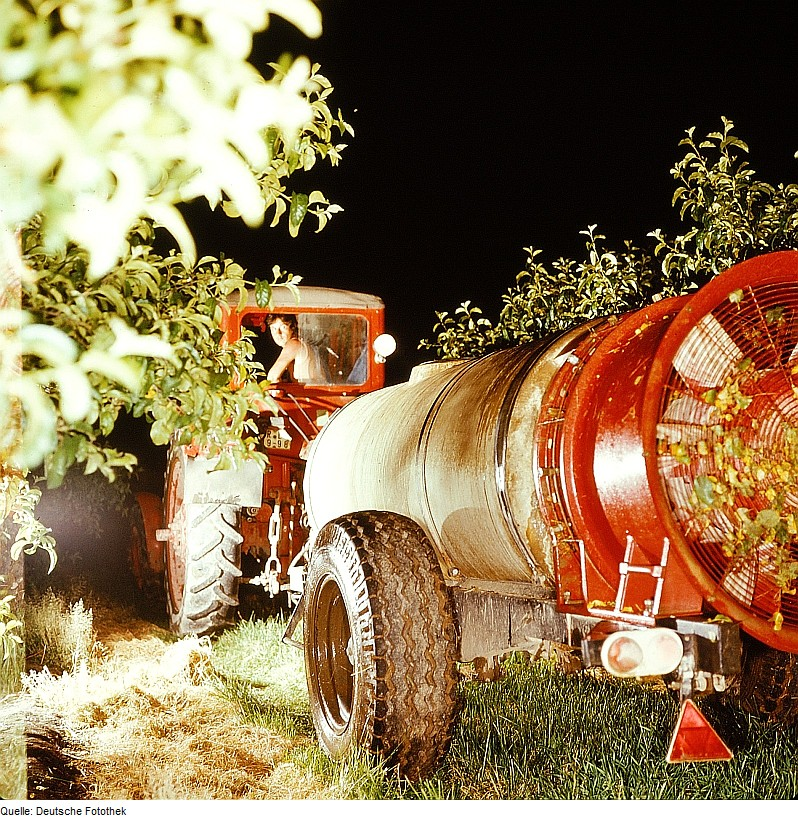
Die Applikation eines Pflanzenschutzmittels kann auch in der Nacht erfolgen, wenn während des Tages der Wind zu stark ist oder die Tagestemperatur zu hoch ansteigt.

Pflanzenschutzmittel (PSM) sind Schädlings- und Unkrautbekämpfungsmittel, die überwiegend zum Schutz von Nutzpflanzen ausgebracht werden. Die EU-Pflanzenschutzmittelverordnung, Artikel 2 definiert sie als chemische oder biologische Wirkstoffe und „Gemische“ (gemäß REACH-Verordnung), die dazu bestimmt sind,
- Nutzpflanzen und deren Erzeugnisse vor Schadorganismen zu schützen oder ihrer Einwirkung vorzubeugen (z. B. Insektizide, Rodentizide),
- in einer anderen Weise als ein Wirkstoff die Lebenswege von Pflanzen zu beeinflussen (z. B. Wachstumsregulatoren),
- Pflanzenerzeugnisse zu konservieren (Beizmittel für Saatgut und Vorratsschutzmittel),
- unerwünschte Pflanzen oder Pflanzenteile zu vernichten, ein unerwünschtes Wachstum von Pflanzen zu hemmen oder einem solchen Wachstum vorzubeugen (Herbizide).

Die Produkte dürfen erst dann vermarktet werden, wenn sie ein Zulassungsverfahren durchlaufen haben. Zulassungsstelle für PSM in Deutschland ist das Bundesamt für Verbraucherschutz und Lebensmittelsicherheit (BVL) in Braunschweig, in der Schweiz das Bundesamt für Lebensmittelsicherheit und Veterinärwesen (BLV) in Liebefeld.
Der Einsatz von Pflanzenschutzmitteln ist aufgrund der komplexen Umwelteinflüsse umstritten.

## Geschichte des Pflanzenschutzes

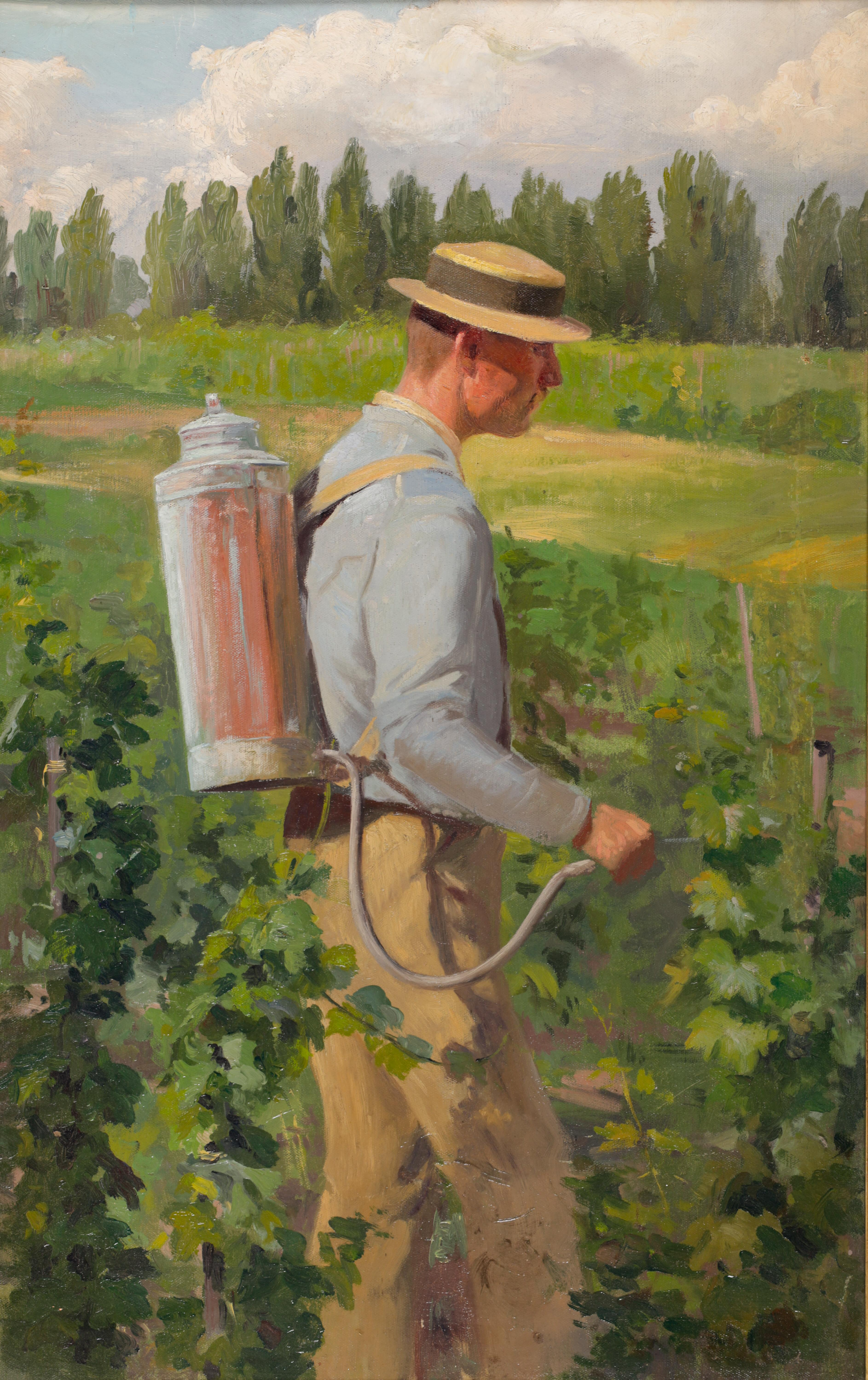
Carl Johann Peyfuss (1865–1932): Winzer im Weinberg

Die Geschichte des Pflanzenschutzes ist so alt wie die Geschichte des Ackerbaus. Bereits in der Antike wurde vom Einsatz anorganischer Chemikalien berichtet. Plinius der Ältere rät zur Verwendung von Arsen als Insektizid, freilich ohne um die Toxizität von Arsen zu wissen.:16 Auch im alten China ist eine systematische Bekämpfung von Heuschrecken um 1000 v. Chr. bekannt gewesen.
Durch Entdeckungsreisen in andere Länder stießen Forscher auf pflanzliche Wirkstoffe, die gegen Schädlinge eingesetzt werden konnten: Nikotin aus Tabakblättern (1763), Pyrethrum aus Chrysanthemenblüten (1843), Rotenon aus Tubawurzeln (1848). Bekannte Plagen in der Geschichte waren die Große Hungersnot in Irland zwischen 1845 und 1851, bei der bis zu einer Million Menschen starben und zwei Millionen Iren in die Auswanderung nach Amerika getrieben wurden sowie in Deutschland während der Jahre 1916–1917 der Steckrübenwinter.
Ab der Mitte des 19. Jahrhunderts begann man, anorganische Salze im industriellen Maßstab zu produzieren und einzusetzen. Ab 1867 wurde das Schweinfurter Grün oder Pariser Grün, ab 1878 die Bordeauxbrühe oder Kupferkalkbrühe und ab 1890 das Bleiarsenat im Kartoffelanbau und im Obst- und Weinbau eingesetzt. Ab 1913 wurde in Deutschland auch Methylquecksilber als Pflanzenschutzmittel angeboten. Als erstes organisches Insektizid gilt das 1892 von Bayer eingeführte Dinitro-o-kresol. Es diente zunächst der Bekämpfung des Nonnenfalters im Waldbau, wurde aber ab 1932 in Frankreich auch als Getreideherbizid angeboten.:16
Im Jahr 1938 wurde dann das gut wirksame Insektizid TEPP (Tetraethylpyrophosphat), im Jahr 1939 die Wirksamkeit des DDT von Paul Hermann Müller (Geigy) entdeckt. DDT wurde viel verwendet, reicherte sich aber in der Umwelt und Nahrungskette an.
Schwer abbaubare Chemikalien, die sich über weite Gebiete – auch im Wasser verteilen – und sich auch im menschlichen Fettgewebe anreichern können, nennt man langlebige organische Schadstoffe (oder POP von persistent organic pollutants).
Im Jahr 1942 wurde 2,4-D (2,4-Dichlorphenoxyessigsäure) als erstes Herbizid entdeckt. 1944 entdeckte Gerhard Schrader die Thiophosphorsäureester als wirksame Insektizide. Aufgrund der guten biologischen Abbaubarkeit wird diese Stoffgruppe zur Schädlingsbekämpfung gerne eingesetzt. 1956 wurden Triazin-Herbizide in der Schweiz eingeführt.
In den USA entdeckte man 1930 die fungizide Wirkung von Dithiocarbamaten.
In den 70er-Jahren wurde Roundup mit dem Wirkstoff Glyphosat zugelassen, welches Stand 2021 seit einiger Zeit das erfolgreichste Pflanzenschutzmittel auf den Markt ist. Die Vorzüglichkeit von Breitbandherbiziden wurde ab 1996 mit der Einführung von glyphosat-resistenten Pflanzen weiter gesteigert. Heutzutage ist der Einsatz des Wirkstoffs umstritten, wobei die steigende Anzahl an resistenten Beikräutern vor allem an der intensiven, einseitigen Nutzung der Kombination aus Wirkstoff und resistenter Pflanze und anfangs fehlendem Resistenzmanagement liegt.
Durch die immer zeit- und kostenintensivere Entwicklung von neuen PSM-Wirkstoffen, steigenden Anforderungen bei der Zulassung und Anwendung stagniert die Neuzulassung neuer Wirkstoffe in den letzten Jahren.
2024 wurde das von der Firma GreenLight Biosciences unter dem Namen Calantha vermarktete Pestizid Lepondra  von der Environmental Protection Agency (EPA) in den USA zugelassen. Anders als herkömmliche Pestizide basiert es auf einem Mechanismus namens RNA-Interferenz (RNAi). Es zielt auf ein lebenswichtiges Gen, das für die katalytisch aktive Proteasom Untereinheit  β5 des Kartoffelkäfers (Leptinotarsa decemlineata) codiert, ab. Die lethal wirkende, als Spray applizierte doppelsträngige RNA (dsRNA) hemmt die Beseitigung von geschädigten Proteinen, was zur Anhäufung von Poly-ubiquitinierten Proteinen in Kartoffelkäferzellen führt. Das Zielgen ist einzigartig für den Schädling und seine nahen Verwandten, was Schäden an Bestäubern und anderen Arten verhindern soll.
Mit der Einführung neuer genomischer Techniken (z. B.: Genome Editing) hat sich die Möglichkeit ergeben pflanzeneigenes Genmaterial kostengünstig und zielgerichtet so zu verändern, dass beispielsweise Resistenzen gegenüber bestimmten Schaderregern entstehen.

## Pflanzenschutzmittelverzeichnisse
Die EU-Pflanzenschutzmitteldatenbank wird von der Generaldirektion Gesundheit und Lebensmittelsicherheit geführt.
In Deutschland zugelassene oder zugelassen gewesene Pflanzenschutzmittel sind über diverse Online-Datenbankformate des Bundesamtes für Verbraucherschutz und Lebensmittelsicherheit (BVL) abzurufen. Seit 2003 bis zur letzten Ausgabe 2018 waren sie im jährlich erscheinenden siebenbändigen Pflanzenschutzmittelverzeichnis des BVL mit Wirkstoffen, Wirkstoffgehalt, Anwendungen und Kennzeichnungsauflagen gelistet (vorher von der Biologischen Bundesanstalt für Land- und Forstwirtschaft ausgegeben, die -2008 im Julius Kühn-Institut – Bundesforschungsinstitut für Kulturpflanzen (JKI) aufgegangen- dann nur noch Band 6 ausgab):
- Teil 1: Ackerbau – Wiesen und Weiden – Hopfenbau – Nichtkulturland
- Teil 2: Gemüsebau – Obstbau – Zierpflanzenbau
- Teil 3: Weinbau
- Teil 4: Forst
- Teil 5: Vorratsschutz
- Teil 6: Anerkannte Pflanzenschutz- und Vorratsschutzgeräte
- Teil 7: Haus- und Kleingartenbereich.

In Österreich ist die Agentur für Gesundheit und Ernährungssicherheit (AGES) zuständig.
Die in der Schweiz zugelassenen Präparate und Wirkstoffe können beim Bundesamt für Landwirtschaft eingesehen werden.

## Markt und Hersteller

Die weltweiten Top 5 unter den Pflanzenschutzmittel-Herstellern und -Abnehmern

Der Weltmarkt für Pflanzenschutzmittel betrug im Jahr 2014 42,7 Mrd. Euro und verteilt sich zu 28,5 % auf Lateinamerika, 25,9 % auf Asien inkl. Japan und Ozeanien, 24,5 % auf die Europäische Union und 17,3 % auf die USA, Kanada und Mexiko. Der Umsatz in Deutschland betrug 1,6 Mrd. €. Die zehn umsatzstärksten Hersteller von Pflanzenschutzmitteln waren Syngenta (10,3 Mrd. Dollar), Bayer CropScience (9,5), BASF (6,0), Dow AgroSciences (5,0), Monsanto (3,7), DuPont (3,2), Makhteshim Agan (2,6), Nufarm (2,3), Sumitomo Chemical (2,0) und FMC (1,8). In Deutschland liegt der Absatz jährlich bei ca. 40.000 t, 2011 wurden 43.000 t verkauft.

### Fusionen und Übernahmen
Um 1990 hielten die Großunternehmen BASF, Bayer, Hoechst, Schering, Ciba-Geigy, Sandoz eigene Abteilungen zur Entwicklung von Pflanzenschutzmitteln in Deutschland, Frankreich und der Schweiz. Die Entwicklung neuer Pflanzenschutzwirkstoffe hat sich durch die erheblich gestiegenen Kosten für die Forschung so verteuert, dass diese nur noch von Großfirmen und Industriekooperationen aufgebracht werden können, was in der Folge zu zahlreichen Firmenfusionen führte.
1994 wurde die Agrarsparte von Hoechst mit der von Schering zusammengelegt, es entstand das neue Unternehmen AgrEvo. Die französische Rhône-Poulenc fusionierte mit Hoechst zu Aventis, das neue Unternehmen führte AgrEvo mit der Agro-Sparte von Rhône-Poulenc zum neuen Unternehmen Aventis CropScience zusammen.
2002 legte Bayer seinen Pflanzenschutzsektor mit Aventis CropScience zusammen, es entstand das Unternehmen Bayer CropScience.
Die BASF übernahm die Pflanzenschutzmittelforschung von Shell und der American Cyanamid.
Im Jahr 2000 wurde das Geschäft der BASF durch den Pflanzenschutzmittelbereich einer US-Firma (American Home Products) erweitert.
Die Schweizer Chemiekonzerne Sandoz und Ciba-Geigy fusionierten zu Novartis. 1996 entstand die Novartis Crop Protection. Bei der Zusammenlegung von Novartis Crop Protection mit Zeneca entstand ein selbstständiges Agrounternehmen mit dem Namen Syngenta. Syngenta wurde im Jahr 2017 vom chinesischen Staatsunternehmen ChemChina übernommen, wobei die Firmenzentrale vertraglich in Basel verblieb.
Die Bayer AG übernahm 2018 den amerikanischen Konzern Monsanto und wurde damit der unangefochtene Weltmarktführer in der Agrochemie mit über 20 Mrd. EURO Umsatz p. a.

## Zusammensetzung
Pflanzenschutzmittel sind in der Regel Zubereitungen, Wirkstoffe sind also oft mit Hilfsstoffen (Formulierhilfsmittel) gemischt. Rund 4000 eingesetzte Hilfsstoffe sind bekannt. Sie sollen u. a. die Verteilung, die Benetzung, die Anhaftung, die Durchdringung der Cuticula der Pflanze und/oder die Stabilität der Tankmischung beeinflussen. Schlecht wasserlösliche Pflanzenschutzmittel benötigen je nach Formulierung ein Lösungsmittel oder einen Emulgator, um ausgebracht werden zu können. Einige Hilfsstoffe, die eigentlich als inert betrachtet werden, können eine eigene Toxizität aufweisen (z. B. Tallowamin).

## Ausbringtechnik

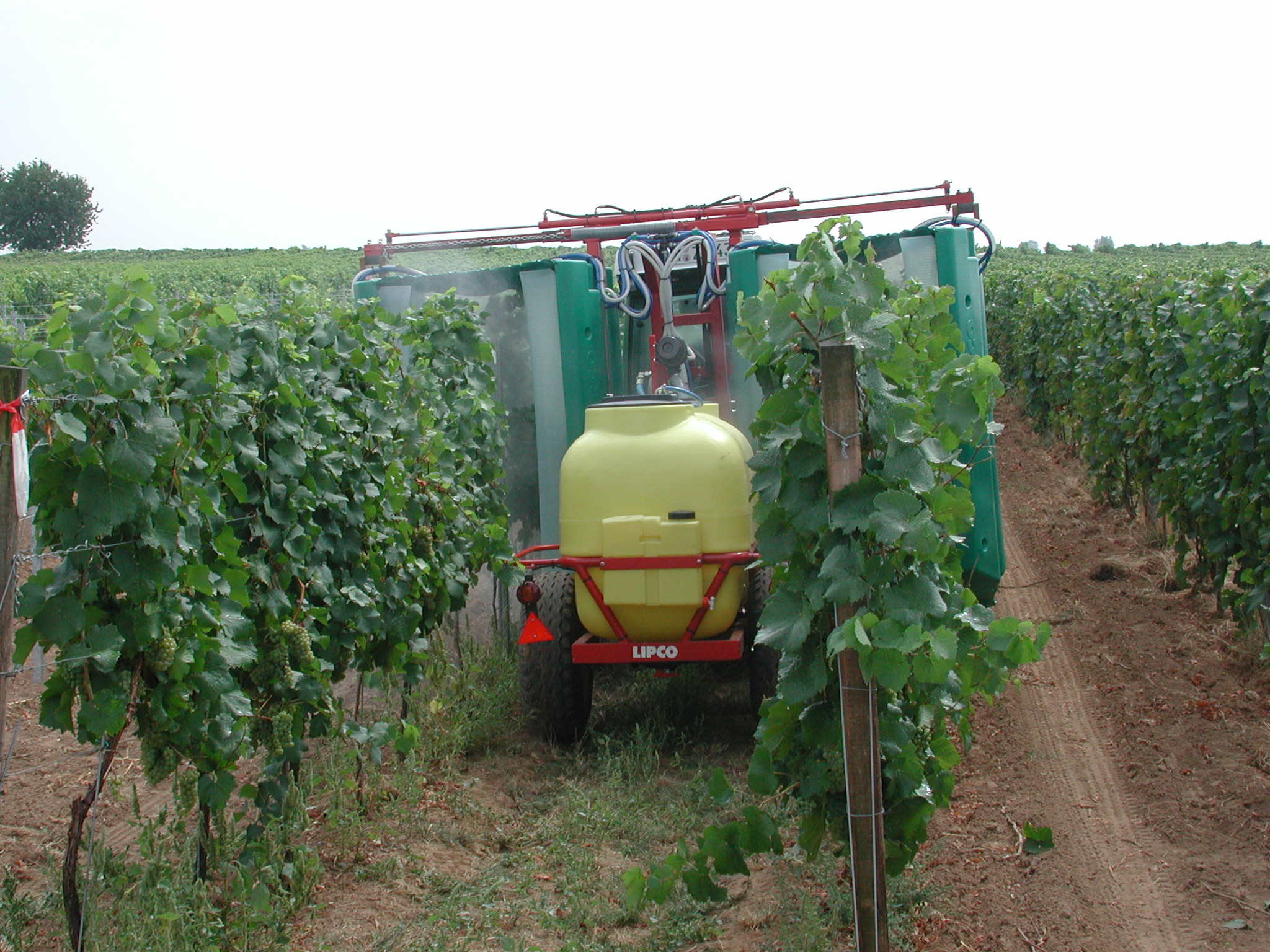
Tunnelspritzgerät im Weinbau bei der Ausbringung eines Pflanzenschutzmittels. Tunnelspritzvorrichtungen reduzieren die Spritzbrühenverluste mit Hilfe der tunnelförmigen Umhüllung des Rebstockes (mit Rückführung der aufgefangenen Spritzflüssigkeit), sehr deutlich.

Das Pflanzenschutzmittel wird auf Feldern von einer Feldspritze, oder bei großen Flächen mit einem Flugzeug (in der EU untersagt) oder einem Hubschrauber verteilt. In Raumkulturen wie der Obst- und Weinbau, meist mit Gebläsespritzen. Bei diesen Reihenkulturen werden zunehmend Recyclingspritzen, wie z. B. eine Tunnelspritze, eingesetzt.
Die notwendige Pflanzenschutzmittelmenge zur Herstellung der Spritzbrühe wird in kg/ha oder l/ha (= Hektaraufwand) und in Zukunft in kg/ha oder l/ha Laubwandfläche (= Dosis je ha Laubwandfläche) angegeben.

## Einsatzgebiete und Verbrauch
Herbizide sind mit einem Anteil von etwa 50 % die wichtigste Pflanzenschutzmittelkategorie. Sie werden auf 92–97 % aller Anbauflächen von Mais, Baumwolle, Soja und Zitruspflanzen ausgebracht. Bei Gemüse liegt der behandelte Anteil bei 3/4 und bei Obst bei 2/3.
In Asien, Afrika und Lateinamerika dominieren dagegen die Insektizide.
| Landwirtschaftsprodukte               | Umsatzanteil aller Pflanzenschutzmittel |
| ------------------------------------- | --------------------------------------- |
| Früchte, Gemüse, Nüsse                | 21 %                                    |
| Getreide                              | 13,1 %                                  |
| Mais                                  | 8,0 %                                   |
| Reis                                  | 8,0 %                                   |
| Baumwolle                             | 5,0 %                                   |
| Ölpflanzen                            | 5,8 %                                   |
| Privathaushalte, Garten, Zierpflanzen | 17,2 %                                  |
| Sonstige                              | 18,1 %                                  |

### Europäische Union
Daten über den Einsatz von Pflanzenschutzmitteln in der Europäischen Union liegen nur in beschränktem Ausmaß vor. Nach Angaben von Eurostat sind Applikationsraten verschiedener Pflanzenschutzmittelkategorien nicht verfügbar. Angaben über verkaufte und genutzte Mengen sind nur für bestimmte Zeiträume und Länder verfügbar. Nach der Verordnung (EG) Nr. 1185/2009 des Europäischen Parlaments und des Rates vom 25. November 2009 über Statistiken zu Pestiziden sind die Mitgliedstaaten ab 2012 verpflichtet, regelmäßig Daten über die Gesamtmengen von Pflanzenschutzmitteln zu erheben und an die Europäische Kommission zu übermitteln. Ab 2015 wird zudem der PSM-Einsatz nach Pflanzenart alle fünf Jahre erhoben.
Das Gesamtgewicht der verkauften PSM-Wirkstoffe stieg zwischen 2000 und 2005 in Dänemark, Estland, Irland, Italien, Lettland, Ungarn, Polen, Portugal, Finnland und Norwegen, ging zurück in Frankreich, Slowenien und Schweden und blieb relativ stabil in Belgien, Deutschland, den Niederlanden, Österreich und Großbritannien. Fungizide und Herbizide waren die meistverkauften Kategorien im Jahr 2005 in den Ländern, aus denen Daten vorlagen. In Deutschland, Frankreich, den Niederlanden und Österreich machten Fungizide gewichtsmäßig mehr als ein Drittel der PSM-Verkäufe aus; in Portugal, Slowenien und Italien sogar mehr als 60 %. In Belgien, Dänemark, Irland, Lettland, Polen und Finnland hingegen repräsentierten Herbizide mehr als die Hälfte der Verkaufsmengen; in Estland, Schweden und Norwegen mehr als 80 %. Der gewichtsmäßige Anteil der Insektizide war in den meisten Ländern vernachlässigbar (<5 %), außer in Belgien (10 %) und Ungarn (16 %). Fungizide, die meistverkauften PSM, lagen im Jahr 2000 am höchsten in Frankreich (53.000 t Wirkstoff), gingen dort bis 2005 jedoch um 32 % zurück. 2005 wurden die höchsten Fungizidverkäufe in Italien erzielt (54.000 t). Herbizide wurden 2005 in Frankreich am meisten verkauft (29.000 t, 5 % weniger als 2000), gefolgt von Deutschland (15.000 t, 12 % weniger als 2000). Der stärkste absolute Anstieg, von 5.000 auf 8.000 t, ereignete sich in Polen. Insektizidverkäufe waren 2000 am größten in Spanien (10.000 t), gefolgt von Italien (7.000 t), wo sie bis 2005 auf 4.000 t absanken.
Die in der EU-25 eingesetzte Gesamtmenge an PSM-Wirkstoffen von 220.000 t entfiel 2003 zu 75 % auf 5 Staaten: Frankreich (28 %), Spanien und Italien (jew. 14 %), Deutschland (11 %) und Großbritannien (7 %). Hinsichtlich Fungiziden machten Frankreich (32 %), Italien (17 %) und Spanien (15 %) zusammen 64 % der Gesamtmenge aus, was mit dem Einsatz von Netzschwefel (76 % aller Fungizide) in dem in diesen Ländern schwerpunktmäßig stattfindenden Weinbau zu erklären ist. Hinsichtlich Herbiziden dominierten Frankreich (26 %), Deutschland (15 %), Spanien (11 %) und Großbritannien (11 %) mit zusammen 63 % des EU-Verbrauch. Der Anbau von Getreide (50 %) und Mais (16 %) machte den Großteil des Herbizidverbrauchs aus. Der Insektizidmarkt wurde von Italien (33 %) und Spanien (29 %) geführt, die zusammen mit Frankreich (18 %) mehr als 80 % des gesamten EU-Verbrauchs repräsentierten. Wachstumshormone entfielen fast ausschließlich auf Getreide sowie zu 33 % auf Frankreich, 31 % auf Deutschland und 17 % auf Großbritannien.
Ein großer Anteil des Verbrauchs von PSM entfällt auf Sonderkulturen, was insbesondere am Schwefeleinsatz im Weinbau liegt. Zwischen 2000 und 2003 entfielen 45 % des PSM-Verbrauchs auf Sonderkulturen und 55 % auf Ackerkulturen. Die meisten auf Ackerkulturen eingesetzten PSM sind Herbizide, wobei Getreide und Mais eine dominierende Rolle spielen. In den 1990er Jahren stieg aufgrund der EU-Erweiterung die Getreidefläche um fast 50 % und die Herbizidmenge um über 100 %, was einen zunehmenden Herbizideinsatz pro Flächeneinheit bedeutet. Im Kartoffelanbau ist die Behandlungsintensität mit Fungiziden besonders hoch, wenngleich die Anbaufläche relativ klein ist.
Das mit Abstand meistverwendete PSM im Jahr 2003 war Schwefel, welches vor allem zur Kontrolle des Echten Mehltaus im Weinbau genutzt wurde. Trotz eines langfristigen Rückgangs machte Schwefel 2003 noch mehr als 25 % der in der EU ausgebrachten Wirkstoffmenge aus. Die Phosphonsäure (Glyphosat und die Phosphinsäure Glufosinat) gewannen seit 1992 an Bedeutung und stellten 2003 die zweitmeistgenutzte PSM-Kategorie dar. Generell nahm die Bedeutung von Herbiziden zu, während Fungizide zurückgingen. Innerhalb der Insektizide kam den Phosphorsäureestern stets eine zentrale Bedeutung zu, da sie ein breites Wirkspektrum sowie geringe Preise aufweisen.
Für eine Trendanalyse verschiedener PSM-Kategorien ist auch eine Betrachtung der Indexvariation notwendig, da die Wirkstoffdosen mancher Produkte sehr niedrig sind. Dies betrifft besonders die Fungizide, wo Produkte mit hohen Dosen durch Produkte mit geringeren Dosen verdrängt wurden. So nahm zwischen 1992 und 2003 die Bedeutung der Fungizidklassen der Carbamate, Dinitroaniline (Fluazinam), Chinoline, Strobilurine und Phenylpyrrole (Fludioxonil) zu, während sich Morpholine, Oxazole (Isoxazol Hymexazol, Oxazolidindion Famoxadon, Dicarboximid Vinclozolin), Kupfer und Benzimidazole rückläufig zeigten. Bei den Herbiziden verzeichneten Chinolincarbonsäuren (Quinclorac und Quinmerac), Pyridincarbonsäureamide (Diflufenican und Picolinafen), Triazolinone, Cyclohexandione (DIM) und Sulfonylharnstoffe die größten relativen Zuwächse, und Triazine, Diazine, Triazinone (Metribuzin und Metamitron) und Morphactine (Chlorflurenol) verloren stark an Marktanteil. Innerhalb der Insektizide nahm die relative Bedeutung der Pyridine (Pymetrozin, Flonicamid), Antibiotika (Avermectine, Milbemycine), Phenylpyrazole (Fipronil, Fenpyroximat, Tebufenpyrad), Diacylhydrazine (Methoxyfenozid und Tebufenozid) und Neonicotinoide in den 1990er Jahren stark zu, während Benzoylharnstoffe, Sulfit-Ester (Propargit) und Tetrazine (Clofentezin) fast vollständig verschwanden und Formamidine (Amitraz, Chlordimeform) und Insektenwachstumsregler (Buprofezin, Cyromazin und Hexythiazox) massiv zurückgingen.

## Verkaufsstatistik

### EU

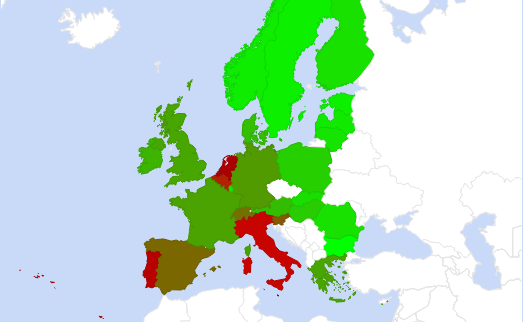
Pflanzenschutzmittelverkäufe pro ha Ackerland – EU 2012. Die Farbwerte entsprechen den Zahlen im Diagramm links.

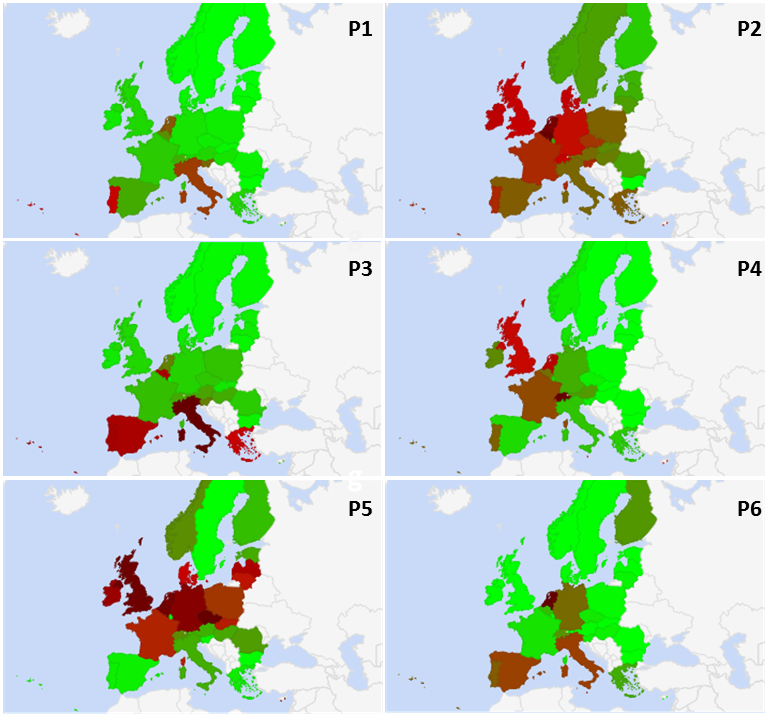
EU-Pflanzenschutzmittel-Kategorien. P1: Fungizide und Bakterizide, P2: Herbizide, krautabtötende Mittel und Moosvernichter, P3: Insektizide und Akarizide, P4: Molluskizide, P5: Pflanzenwachstumsregler, P6: Sonstige Pflanzenschutzmittel. Die rot/grün-Codierung bezieht sich auf die Verkäufe von PSM pro verfügbarer Ackerlandfläche in den einzelnen Staaten (rot=viel).

Offizielle Daten zu den Pflanzenschutzmittel-Verkaufszahlen in den EU-Ländern stehen bis 2012 zur Verfügung. Die oben aufgeführte Statistik umfasst die offiziellen EUROSTAT-Daten der gesamten Pflanzenschutzmittel-Verkäufe pro verfügbarer nationaler Ackerfläche in kg/ha.
Die Diagrammwerte sind die Summen der entsprechenden Mengen aller sechs Pestizid-Kategorien und normiert mittels der letzten verfügbaren EUROSTAT-Daten (2010) über die nationalen Ackerflächen.
Dem Diagramm zufolge werden höchste Pflanzenschutzmittelmengen im Bereich von 17,5 kg bis 5,5 kg pro ha Ackerland in Malta, den Niederlanden, Portugal, Italien, Belgien, Slowenien und Spanien verkauft. Dabei ist die Verteilung auf die einzelnen Pflanzenschutzmittel-Kategorien durchaus unterschiedlich (rechts, EU-Pflanzenschutzmittel-Kategorien). Zudem zeichnet sich ein Trend ab, nach dem die Verwendung von Düngemitteln direkt mit dem Verkauf von Pflanzenschutzmitteln zusammenhängt. Das Punktdiagramm unten zeigt, dass 13 der 28 Staaten sowohl bei Pflanzenschutzmitteln wie auch bei Düngemitteln unter dem EU-Durchschnitt, wogegen 8 Staaten in beiden Stoffklassen gleichzeitig gleich oder über den jeweiligen Durchschnittswerten liegen. Bemerkenswert ist auch, dass unter den Top Ten der Welt-Agrar-Export-Länder lediglich Frankreich gerade noch unter den „13“ zu finden ist. Dagegen finden sich gleich vier der Top Ten unter den „8“, nämlich: NL, DE, IT und BE.

### Deutschland
| Anwendungsbereich                                | 1970   | 1980   | 1990   | 1995   | 2000   | 2005   | 2014   | 2015   | 2016   | 2017   | 2018   | 2019   | 2020   | 2021   | 2022   | 2023   |
| ------------------------------------------------ | ------ | ------ | ------ | ------ | ------ | ------ | ------ | ------ | ------ | ------ | ------ | ------ | ------ | ------ | ------ | ------ |
| Herbizide                                        | 10.661 | 20.857 | 16.957 | 16.065 | 16.610 | 14.698 | 17.887 | 16.336 | 15.046 | 16.716 | 14.545 | 13.660 | 14.619 | 16.114 | 16.850 | 13.168 |
| Fungizide                                        | 6.331  | 6.549  | 10.809 | 9.652  | 9.641  | 10.184 | 12.669 | 12.539 | 12.145 | 13.271 | 11.686 | 10.066 | 9.510  | 9.699  | 11.529 | 9.347  |
| Inerte Gase, Insektizide, Akarizide, Synergisten | 1.521  | 2.341  | 1.525  | 4.925  | 6.111  | 6.809  | 12.649 | 14.885 | 15.483 | 14.580 | 16.252 | 18.674 | 21.269 | 20.596 | 17.123 | 16.019 |
| Sonstige inkl. Wachstumsregler                   | 956    | 3.183  | 3.679  | 3.889  | 3.232  | 3.803  | 2.898  | 4.372  | 4.247  | 3.739  | 2.472  | 2.350  | 2.632  | 2.365  | 2.790  | 2.165  |
| Summe                                            | 19.469 | 32.930 | 33.146 | 34.531 | 35.594 | 35.494 | 46.103 | 48.132 | 46.921 | 48.306 | 44.955 | 44.750 | 48.030 | 48.765 | 48.292 | 40.599 |

### Schweiz
In der Schweiz waren zwischen 2005 und 2011 im Durchschnitt 340 Pflanzenschutzmittel-Wirkstoffe zugelassen. In diesem Zeitraum verloren etwa 100 Wirkstoffe ihre Zulassung, während ca. 70 andere neu zugelassen wurden.
| Anwendungsbereich            | 2008 | 2009 | 2010 | 2011 | 2012 | 2013 | 2014 | 2015 | 2016 | 2017 | 2018 | 2019 | 2020 | 2021 | 2022 |
| ---------------------------- | ---- | ---- | ---- | ---- | ---- | ---- | ---- | ---- | ---- | ---- | ---- | ---- | ---- | ---- | ---- |
| Fungizide und Bakterizide    | 955  | 957  | 884  | 941  | 978  | 1025 | 1049 | 1046 | 1013 | 977  | 1006 | 978  | 1010 | 1197 | 1043 |
| Herbizide                    | 873  | 758  | 834  | 919  | 829  | 783  | 734  | 693  | 621  | 595  | 629  | 509  | 499  | 481  | 518  |
| Insektizide und Akarizide    | 222  | 279  | 213  | 261  | 279  | 281  | 288  | 218  | 270  | 252  | 233  | 300  | 270  | 421  | 488  |
| Molluskizide                 | 42   | 35   | 38   | 38   | 34   | 56   | 56   | 47   | 42   | 30   | 30   | 21   | 23   | 22   | 20   |
| Wachstumsregulatoren         | 19   | 48   | 38   | 33   | 36   | 53   | 32   | 36   | 29   | 30   | 37   | 33   | 33   | 36   | 31   |
| Weitere Pflanzenschutzmittel | 126  | 147  | 140  | 91   | 75   | 92   | 87   | 180  | 182  | 123  | 118  | 110  | 92   | 102  | 102  |
| Summe                        | 2237 | 2224 | 2148 | 2282 | 2231 | 2290 | 2245 | 2220 | 2158 | 2027 | 2052 | 1952 | 1928 | 2259 | 2203 |

| 2015 | 2015                           | 2015   | 2016 | 2016                           | 2016   | 2017 | 2017                           | 2017   | 2018 | 2018                           | 2018   | 2019 | 2019                           | 2019   | 2020 | 2020                           | 2020   | 2021 | 2021                           | 2021   | 2022 | 2022                           | 2022   |
| #    | Wirkstoff                      | Tonnen | #    | Wirkstoff                      | Tonnen | #    | Wirkstoff                      | Tonnen | #    | Wirkstoff                      | Tonnen | #    | Wirkstoff                      | Tonnen | #    | Wirkstoff                      | Tonnen | #    | Wirkstoff                      | Tonnen | #    | Wirkstoff                      | Tonnen |
| ---- | ------------------------------ | ------ | ---- | ------------------------------ | ------ | ---- | ------------------------------ | ------ | ---- | ------------------------------ | ------ | ---- | ------------------------------ | ------ | ---- | ------------------------------ | ------ | ---- | ------------------------------ | ------ | ---- | ------------------------------ | ------ |
| 1    | Netzschwefel                   | 394,3  | 1    | Netzschwefel                   | 406,2  | 1    | Netzschwefel                   | 378,0  | 1    | Netzschwefel                   | 416,7  | 1    | Netzschwefel                   | 445,2  | 1    | Netzschwefel                   | 462,4  | 1    | Netzschwefel                   | 555,6  | 1    | Paraffinöl                     | 431,8  |
| 2    | Glyphosat                      | 227,9  | 2    | Paraffinöl                     | 217,4  | 2    | Paraffinöl                     | 206,6  | 2    | Paraffinöl                     | 179,4  | 2    | Paraffinöl                     | 251,7  | 2    | Paraffinöl                     | 213,9  | 2    | Paraffinöl                     | 369,5  | 2    | Netzschwefel                   | 390,9  |
| 3    | Paraffinöl                     | 163,5  | 3    | Glyphosat                      | 203,9  | 3    | Glyphosat                      | 186,1  | 3    | Glyphosat                      | 153,0  | 3    | Glyphosat                      | 124,9  | 3    | Glyphosat                      | 119,2  | 3    | Glyphosat                      | 105,3  | 3    | Glyphosat                      | 181,8  |
| 4    | Folpet                         | 135,6  | 4    | Folpet                         | 106,7  | 4    | Folpet                         | 107,6  | 4    | Folpet                         | 80,6   | 4    | Folpet                         | 81,1   | 4    | Mancozeb                       | 89,0   | 4    | Folpet                         | 104,4  | 4    | Folpet                         | 138,5  |
| 5    | Kaolin                         | 90,4   | 5    | Kaolin                         | 85,1   | 5    | Kupfer (Total, alle Varianten) | 71,7   | 5    | Metamitron                     | 79,8   | 5    | Kupfer (Total, alle Varianten) | 71,6   | 5    | Folpet                         | 78,3   | 5    | Kupfer (Total, alle Varianten) | 92,7   | 5    | Captan                         | 76,5   |
| 6    | Mancozeb                       | 72,1   | 6    | Kupfer (Total, alle Varianten) | 63,8   | 6    | Mancozeb                       | 61,9   | 6    | Kupfer (Total, alle Varianten) | 67,9   | 6    | Mancozeb                       | 66,7   | 6    | Kupfer (Total, alle Varianten) | 62,3   | 6    | Mancozeb                       | 86,2   | 6    | Kupfer (Total, alle Varianten) | 72,4   |
| 7    | Kupfer (Total, alle Varianten) | 67,6   | 7    | Mancozeb                       | 67,1   | 7    | Chlorothalonil (TCPN)          | 45,1   | 7    | Mancozeb                       | 59,1   | 7    | Metamitron                     | 45,3   | 7    | Captan                         | 43,6   | 7    | Kalium-Bicarbonat              | 77,2   | 7    | Kalium-Bicarbonat              | 64,5   |
| 8    | Metamitron                     | 65,0   | 8    | Metamitron                     | 42,1   | 8    | Metamitron                     | 41,4   | 8    | Rapsöl                         | 44,2   | 8    | Captan                         | 43,6   | 8    | Metamitron                     | 33,0   | 8    | Captan                         | 47,4   | 8    | Metiram                        | 38,9   |
| 9    | Captan                         | 45,9   | 9    | Captan                         | 40,1   | 9    | Rapsöl                         | 40,0   | 9    | Chlorothalonil (TCPN)          | 36,9   | 9    | Rapsöl                         | 38,2   | 9    | Kalium-Bicarbonat              | 30,4   | 9    | Schwefelsaure Tonerde          | 31,8   | 9    | Schwefelsaure Tonerde          | 29,5   |
| 10   | Metaldehyd                     | 43,1   | 10   | Metaldehyd                     | 38,5   | 10   | Captan                         | 38,7   | 10   | Captan                         | 36,0   | 10   | Kalium-Bicarbonat              | 29,0   | 10   | Schwefelsaure Tonerde          | 29,9   | 10   | Prosulfocarb                   | 31,6   | 10   | Fosetyl                        | 28,4   |
|      | Summe                          | 1305,4 |      | Summe                          | 1270,9 |      | Summe                          | 1177,1 |      | Summe                          | 1153,6 |      | Summe                          | 1197,3 |      | Summe                          | 1162,0 |      | Summe                          | 1501,7 |      | Summe                          | 1453,2 |

### USA
Die EPA veröffentlicht Daten über den Umsatz und Einsatz von Pestiziden in den USA seit 1979. Die letzten, 2011 veröffentlichten Zahlen liegen für das Jahr 2007 vor.
Der Umsatz von Pestiziden betrug 2007 12,5 Mrd. US$ (32 % des Weltmarkts). Davon entfielen 48 % auf Herbizide, 35 % auf Insektizide, 11 % auf Fungizide und 9 % auf andere Pestizide. Herbizide und Insektizide nehmen eine relativ größere und Fungizide eine relativ kleinere Bedeutung in den USA ein als im Rest der Welt. Auf die Landwirtschaft entfielen 63 % der Pestizidumsätze, gefolgt vom Haus- und Gartenbereich (21 %) sowie Industrie und öffentlichen Einrichtungen (15 %).
Der Einsatz von Pestiziden betrug 2007 514.000 t, davon 47 % Herbizide, 8 % Insektizide, 6 % Fungizide und 39 % andere Pestizide.
Die am meisten in der Landwirtschaft eingesetzten konventionellen Pestizidwirkstoffe waren Glyphosat (82.000 t), Atrazin (33.000 t), Metam-Natrium (23000 t), Metolachlor (14.000 t), Acetochlor (13.000 t), Dichlorprop (12.000 t), 2,4-D (11.000 t). Glyphosat war der seit 2001 meistgenutzte Wirkstoff. 13 der 25 führenden Wirkstoffe waren Herbizide.

## Mögliche Risiken durch die Verwendung von Pflanzenschutzmitteln

### Resistenzbildung
Ein weiteres Problem, das durch Pflanzenschutzmittel entsteht, ist die Gefahr von Resistenzbildungen bei Insekten, Unkräutern und Pilzen gegenüber einzelnen Wirkstoffen. Diese können entstehen, wenn identische Wirkstoffe zum Beispiel zu häufig oder in zu geringer Menge auf der gleichen Fläche angewendet werden. Nach den Regeln des integrierten Pflanzenschutzes werden unter anderem der regelmäßige Wechsel des Wirkstoffs, Mindestmengen und die Zahl der maximalen Anwendungen pro Jahr und Kultur vorgeschrieben. Toleranzen oder Resistenzen von Beikräutern oder Schadorganismen gegenüber Pflanzenschutzmitteln lassen sich je nach Wirkmechanismus langfristig nur verhindern, wenn alle verfügbaren Hilfsmittel (Pflanzenschutzmittel, Züchtung, integrierter Pflanzenschutz, Resistenzmanagement) genutzt und neue Möglichkeiten (z. B.: Gentechnik, neue Wirkstoffgruppen) in Betracht gezogen werden. Die Hersteller von synthetischen Pflanzenschutzmitteln suchen deswegen ständig nach neuen Wirkstoffen mit neuen Leitstrukturen, wobei die Einführung neuer Wirkstoffe in den letzten Jahren stark zurückgegangen ist.

### Giftigkeit (Toxizität) von Pflanzenschutzmitteln

Anzahl der Todesfälle pro 1 Mio. Deutscher (1980–2010) durch Pflanzenschutzmittel, Vergiftung auch durch Suizidabsicht

Pflanzenschutzmittel werden zur Beseitigung oder zur Verminderung von Schädlingen eingesetzt. Bei ihrem Einsatz können jedoch auch Nichtzielorganismen wie Nützlinge geschädigt werden. Auch Landwirte oder Verbraucher können, beispielsweise bei unsachgemäßer Anwendung oder durch Rückstände in Lebensmitteln, durch Pflanzenschutzmittel beeinträchtigt werden. Neben der Toxizität eines Pflanzenschutzmittels für verschiedene Lebewesen ist hierbei insbesondere die Exposition entscheidend. Deswegen ist Schutzkleidung bei der Vorbereitung, dem Ausbringen und der Reinigung der Ausbringgeräte vorgeschrieben. In Frankreich gilt Parkinson seit 2012 als anerkannte Berufskrankheit. Für Insekten können auch Produkte der behandelten Pflanzen (z. B.: Honigtau) toxische Wirkungen haben, sofern die Pflanzenschutzmittel systemisch wirken. Um Schädigungen von Nicht-Zielorganismen zu verhindern, gibt es spezielle Rahmenbedingungen, innerhalb derer Insektizide ausgebracht werden dürfen. Zum Schutz der Bienen wird jedes Insektizid auf seine Bienengefährlichkeit hin untersucht und entsprechend eingesetzt.

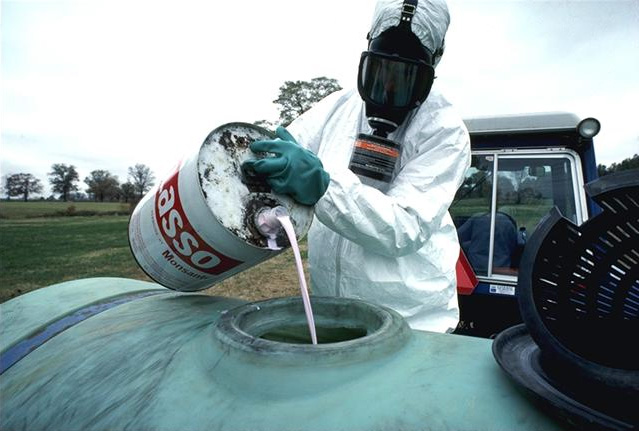
Verwendung von persönlicher Schutzausrüstung im Umgang mit Pestiziden

Zahlreiche endokrinologische Fachgesellschaften sowie die Weltgesundheitsorganisation (WHO) sehen es als erwiesen an, dass einige Pflanzenschutzmittel in bestimmten Konzentrationen einen negativen Einfluss auf das menschliche Hormonsystem haben (endokrine Disruptoren) und an der Entstehung von Brust- und Prostatakrebs, Unfruchtbarkeit, Diabetes mellitus, kardiovaskuläre Erkrankungen, Schilddrüsenerkrankungen sowie neurologischen, neurodegenerativen und psychischen Erkrankungen beim Menschen beteiligt sein können.
Insbesondere endokrinologische Fachgesellschaften kritisieren außerdem, dass bei der Zulassung von Pflanzenschutzmitteln in der EU diese negativen gesundheitlichen Auswirkungen nicht ausreichend berücksichtigt werden und dass aktuelle Grenzwerte keinen ausreichenden Schutz gewähren würden.
So lässt sich aus epidemiologischen Untersuchungen und Tierversuchen ableiten, dass die untersuchten Pestizide bei Frauen in den Entwicklungszyklus der Eizellen eingreifen, die ovarielle Genexpression verändern, die weibliche Fruchtbarkeit reduzieren, den Zeitpunkt der Menopause verschieben, das Risiko für Brustkrebs, Endometriose und Geburtskomplikationen erhöhen. Bei Männern erhöht sich durch die Pestizideinwirkungen unter anderem das Risiko für Unfruchtbarkeit, Hodenfehlstände und Prostatakrebs. Die meisten untersuchten Pestizide sind in der EU und den USA bereits verboten.
Insbesondere (ungeborene) Kinder sind durch endokrine Disruptoren wie Pestizide einem hohen Gesundheitsrisiko ausgesetzt, weil die Organentwicklung in hochkomplexer Weise von einem ungestörten Zusammenspiel verschiedenster Hormone abhängt. Endokrine Disruptoren greifen in diese Vorgänge ein und können so zu einer gestörten Hirnentwicklung, einem erniedrigten IQ sowie Verhaltensstörungen beitragen.
Für die Zulassung von Pflanzenschutzmitteln in Deutschland ist das Bundesamt für Verbraucherschutz und Lebensmittelsicherheit und in der Schweiz das Bundesamt für Lebensmittelsicherheit und Veterinärwesen zuständig. Der Produktzulassung vorgeschaltet ist ein EU-Gemeinschaftsverfahren zur Wirkstoffgenehmigung. Danach dürfen grundsätzlich nur Pflanzenschutzmittel zugelassen werden, deren Wirkstoffe in der Positivliste der EU-Verordnung Nr. 540/2011 aufgeführt sind (zuvor: im Anhang der EU-Richtlinie 91/414/EWG). Zugelassene Pflanzenschutzmittel erhalten eine Zulassungsnummer, diese muss zusammen mit der Bezeichnung des Mittels auf der Verpackung aufgeführt sein. Zusätzlich kann ein Dreieckssymbol verwendet werden.
Bestimmte Pflanzenschutzwirkstoffe unterliegen in einigen Ländern Anwendungsverboten oder -einschränkungen. In Deutschland werden Einzelheiten hierzu von der Verordnung über Anwendungsverbote für Pflanzenschutzmittel (PflSchAnwV 1992) geregelt. Gründe für ein Anwendungsverbot beziehungsweise eine Anwendungsbeschränkung können zum Beispiel neue Erkenntnisse zur Gesundheitsgefährdung oder eine starke Anreicherung in der Umwelt sein. In der ökologischen Landwirtschaft gelten zusätzliche Beschränkungen.
Die chronische Toxizität für Umweltchemikalien wird mittels Fütterungsversuchen bei Ratten und Hunden festgestellt. Die durchschnittliche Lebenszeit von Ratten beträgt etwa zwei Jahre. Bei täglichen Fütterungsversuchen wird ihnen eine bestimmte Menge Pflanzenschutzmittel über die Nahrungsmittel verabreicht. Wenn diese Dosis von mehreren Ratten ohne gesundheitliche Folgen vertragen wird, erhält man die erlaubte Tagesdosis (ADI) in mg Wirkstoff je kg Körpergewicht pro Tag.
Zum Schutz für Menschen soll aus Sicherheitsgründen die erlaubte Tagesdosis für Menschen nur 1/100 der erlaubten Tagesdosis von Ratten betragen.
Unabhängige Wissenschaftler kritisieren die aktuelle Form der Zulassungs- und Toxizitätsstudien aus verschiedenen Gründen:
- Es wird weiterhin das veraltete Paradigma der Toxikologie verwendet, dass die Schädlichkeit eines Stoffes mit der Expositionsmenge linear steige. Dies sei insbesondere bei hormonwirksamen Stoffen nicht der Fall, wo durch Verstärkungseffekte im menschlichen Körper bereits geringste Mengen negative Auswirkungen auf den Organismus haben könnten.[57]

- Die Zulassungsverfahren stellen in den allermeisten Fällen eine Einzelstoffbewertung dar, bei der ein einziger Wirkstoff auf seine Toxizität hin getestet wird. In der Realität enthalten viele Pflanzenschutzmittel zur Vorbeugung gegen Resistenzen ein Gemisch verschiedener Wirkstoffe. Außerdem mischen Landwirte im Spritztank oft verschiedene Pflanzenschutzmittel zusammen. Die Auswirkungen der Kombination verschiedener Wirkstoffe werden bei den aktuellen Zulassungsverfahren nicht ausreichend berücksichtigt.

- Die negativen Auswirkungen der Pflanzenschutzmittel auf einige Organismengruppen wie Wildbestäuber und Amphibien werden nicht ausreichend berücksichtigt.

### Rückstände
Erst mit der Entwicklung der Spurenanalytik wie Gaschromatographie und HPLC konnten selbst geringste Spuren (1/1.000.000.000) von Pflanzenschutzmitteln nachgewiesen werden.
| Pflanzenschutzwirkstoff | ADI (mg/(kg·d) |
| ----------------------- | -------------- |
| 2,4-D                   | 0,01           |
| Amitraz                 | 0,01           |
| Carbaryl                | 0,008          |
| Carbofuran              | 0,002          |
| Diazinon                | 0,002          |
| Disulfoton              | 0,0003         |
| Endosulfan              | 0,006          |
| Imazalil                | 0,03           |
| Metalaxyl               | 0,03           |
| Permethrin              | 0,05           |
| Pyrethrine              | 0,04           |
| Thiodicarb              | 0,03           |

Bei kritischer Häufigkeit bzw. Anzahl von Pflanzenschädlingen wird die vorgeschriebene Dosis eines Pflanzenschutzmittels angewendet, die ausreichend ist, den Befall zu beseitigen. Dabei sind Wartezeiten bis zur Ernte einzuhalten. Im geernteten Getreide, Gemüse, Obst können zusätzlich die Rückstände an Pflanzenschutzmitteln bestimmt werden, um Missbrauch aufzudecken. Man kann dann pro Kilo Lebensmittel errechnen, wie viel mg Pflanzenschutzmittel maximal enthalten sein darf (MRL, Maximum Residue Limit) und welche Menge Nahrungsmittel von einer Person täglich verzehrt wird (TTMA, theoretisch tägliche maximal Aufnahme in Milligramm pro Person und Tag). Erlaubte Tagesdosis und TTM-Wert können verglichen und Gefahren für die Bevölkerung abgeschätzt werden.
Die tatsächlichen Konzentrationen in Nahrungsmitteln sind weitaus geringer, da Pflanzenschutzmittel vielfach schnell biologisch abgebaut werden und viele Agrarbetriebe keine Pflanzenschutzmittel einsetzen. In den USA (um 1980) wurden nur 45 % der landwirtschaftlich genutzten Flächen mit Pflanzenschutzmitteln behandelt.
Im Jahr 2008 konnte in 62 % der deutschen Getreideproben (siehe Weblink Ernährungsbericht 2008) kein Pflanzenschutzmittel nachgewiesen werden, bei 1–2 % der Proben wurde der Grenzwert überschritten.
Bei Obst und Gemüse wurde in 8,4 % der Proben der Grenzwert überschritten, in 3,1 % der Fälle lag der Pflanzenschutzmittelgehalt über 0,01 mg/kg.
Tierische Lebensmittel enthielten in mehr als 50 % der Proben Rückstände an Pflanzenschutzmitteln (DDT, Lindan), der Gehalt in den Proben war jedoch gering. Zu beachten ist jedoch, dass nur ein geringer Anteil des auf den Markt gebrachten Getreides, Obsts und Gemüses tatsächlich getestet wird: 2009 wurden nur 0,25 % der >180.000 Getreideproben getestet, nachgewiesen wurde es in 42 Fällen (9,1 %).
Am 1. September 2008 wurde eine neue EG-Verordnung über Höchstgehalte von Pflanzenschutzmitteln in Lebensmitteln veröffentlicht.
Es gibt chemische Pflanzenschutzmittel, die durch Bakterien, Wasser oder Licht ihre Wirkung schnell verlieren (z. B. Phosphorsäureester) und andere Stoffe (z. B. DDT, Lindan), die sich kaum zersetzen und in der Nahrungsmittelkette anreichern können.
Ein Beispiel für ein sehr persistentes Pestizid ist das verbotene DDT. Es zersetzt sich kaum durch Umwelteinflüsse. Erst nach 10 Jahren nimmt die Konzentration um 50 % im Boden ab.
DDT und andere Stoffe können in den natürlichen Nahrungskreislauf gelangen und sich z. B. im Meer, im Plankton, in Fischen anreichern. Bei der Nahrungsaufnahme von Getreide, Fleisch, Fisch konnte auch der Mensch diesen Gefahrenstoff aufnehmen. Beim Menschen lagert es sich im Fettgewebe, Leber, Herzmuskel ab und konnte auch in der Muttermilch nachgewiesen werden.
Eine Reihe von chlororganischen Pflanzenschutzmitteln wurde nach jahrzehntelangem Einsatz verboten DDT (1972), Aldrin (1972), Heptachlor (1985), Endrin (1985).
Pflanzenschutzmittelrückstände sind teilweise deutlich länger im Boden nachweisbar, als von den Herstellern in Zulassungsstudien angegeben. So ergab eine Monitoring-Studie, dass 80 % der 80 untersuchten Pestizide, welche zwischen 1995 und 2008 auf 14 Ackerflächen in der Schweiz ausgebracht worden waren, noch im Jahr 2017 im Boden in geringen Konzentrationen nachgewiesen werden konnten. In den Zulassungsunterlagen wurde meist von Verweildauern im Bereich von wenigen Wochen bis Monaten ausgegangen. Zu ähnlichen Ergebnissen kamen Wissenschaftler in Portugal, Spanien und Finnland.
Das Herbizid Atrazin war im Boden noch über 25 Jahre nach seinem Verbot (seit 1991) in Deutschland nachweisbar.
Entgegen der Behauptungen in den Zulassungsstudien kommen auch Neonicotinoide im Grundwasser und Fließgewässern in ökologisch wirksamen Konzentrationen vor.
Laut einem Diskussionspapier der Leopoldina aus dem Jahr 2018 bestehen zwischen den Angaben der Hersteller, die im Rahmen des Zulassungsprozesses gemacht werden, und den tatsächlichen Umweltauswirkungen große Unterschiede.
Bei Pflanzenschutzmitteln werden auch Tests bezüglich Karzinogenität, Teratogenität und Mutagenität (genetische Veränderungen) durchgeführt.
Untersuchungen bezüglich der Inhalation, der Aufnahme über die Haut und der Art der biochemischen Umwandlung im Körper werden gemacht.
Bei der Untersuchung einer neuen Substanz müssen um 100.000 Einzeldaten (z. B. Urin, Zuckergehalt, Kreatinin, weiße, rote Blutkörperchen, Cholesterin, Missbildungen usw.) aus Tierversuchen ausgewertet werden.
Später muss das neue Pflanzenschutzmittel als radioaktiver Tracer hergestellt werden, damit Forscher den chemischen Abbau in der Umwelt und im Organismus studieren können.
Ein Dossier zu einem neuen Pflanzenschutzmittel umfasst heute etwa 30.000–50.000 Seiten und eine Zusammenfassung von etwa 2000 Seiten.
Eine Zulassung für ein neues Pflanzenschutzmittel ist meistens auf 10 Jahre begrenzt und muss danach erneuert werden. Bei neuen unerwarteten Wirkungen kann die Zulassung entzogen werden.
1998 mussten zur Entwicklung eines neuen Wirkstoffes etwa 30.000–40.000 Verbindungen hergestellt werden, die Forschungskosten liegen bei ca. 150–200 Mio. US$ pro Wirkstoff.
In Europa mussten ältere Wirkstoffe (vor 1991 etwa 850 Stoffe) als Pflanzenschutzmittel nach der „Directive 91/414/EEC“ und dem „Annex I“ neu auf toxikologische Folgen bewertet werden.
In den USA, Europa und Japan gibt es leicht unterschiedliche Protokolle bei der Zulassung von Pflanzenschutzmitteln, so dass man bemüht ist, die Protokolle international zu harmonisieren.
In der Europäischen Union gelten seit Herbst 2009 neue Regularien für das Inverkehrbringen von Pflanzenschutzmitteln.
Laut einem vom kanadischen National Cancer Institute 1997 veröffentlichten Bericht leisten synthetische Pflanzenschutzmittel keinen signifikanten Beitrag zur Krebsmortalität. Die Autoren glaubten nicht, dass eine erhöhte Aufnahme von Pflanzenschutzmittelrückständen über einen verstärkten Verzehr von Obst und Gemüse das Krebsrisiko steigern. Dieser Darstellung widersprechen die neueren Veröffentlichungen zahlreicher unabhängiger medizinischer Fachgesellschaften sowie der WHO. Sie sehen es als erwiesen an, dass einige Pflanzenschutzmittel und andere endokrine Disruptoren wie Plastikverpackungen und Lösemittel das Risiko für einige Krebsformen erhöhen und darüber hinaus weitreichende gesundheitsschädliche Wirkungen entfalten können.

### Mittelverfrachtung: Abdrift, Verdampfung
Nur ein Teil der gesamten ausgebrachten Menge an Pflanzenschutzmittel erreicht ihren Bestimmungsort (Ziellebewesen). Durch ungeeignete Ausbringtechnik, zu hohen Mitteleinsatz oder widrige Wetterbedingungen (hohe Temperatur, starken Wind, starke Niederschläge) können Pflanzenschutzmittel von den Flächen, auf die sie eigentlich gelangen und wirken sollen, verfrachtet werden. Gründe für eine unerwünschte Emission sind vor allem:
- Abdrift auf benachbarte Flächen
- Eintrag von Pflanzenschutzmittel in das Grundwasser über Oberflächenabfluss[67] (Run-off) und Auswaschung (Leaching) (= das Versickern von Pflanzenschutzmitteln in tiefere Bodenschichten). Bei Freilandversuchen wurden Run-off-Verluste von bis zu 1 % gemessen, bei starkem Regen kurz nach der Ausbringung bis zu 3 %. Beim Leaching sind in einer Tiefe bis 1,2 m bis zu 1 % der Ausbringungsmenge messbar. Nach längeren Zeiträumen sind die meisten Pflanzenschutzmittel im Grundwasser nachweisbar. In der Schweiz gehören Pflanzenschutzmittel zu den wichtigsten Ursachen diffuser Mikroverunreinigungen von Fließgewässern.[68]
- Verdampfung während der Ausbringung, insbesondere bei Pestiziden mit niedrigem Siedepunkt, wie z. B. Clomazone.
- Verdunstung von der Fruchtoberfläche und von der Bodenoberfläche.
- Winderosion von Boden, der mit Pflanzenschutzmitteln kontaminiert ist.
- Wiederverflüchtigung früher deponierter Pflanzenschutzmittel.[1]:23 ff.

Bei zu starkem Wind oder Verdunstung kann das Mittel auf angrenzende Agrarflächen, Ökosysteme und Wohngebiete verfrachtet werden. Die angegebenen Grenzwerte (Wind: 5 m/s; Temperatur: 25 °C) stellen die Schwellenwerte dar, welche bei der Ausbringung nicht überschritten werden dürfen. Zusätzlich muss sichergestellt sein, dass je nach Pflanzenschutzmittel keine starken Niederschläge zu erwarten sind. Denn dadurch oder aufgrund einer langen biologischen Halbwertszeit können Pflanzenschutzmittel in das Oberflächen- oder Grundwasser eingetragen werden. Daneben gelangen bedeutende Mengen Pestizide bei der Reinigung der Pflanzenschutzgeräte in die Gewässer.

### Auswirkungen auf die Biodiversität
Der umfangreiche Einsatz von Pflanzenschutzmitteln im Rahmen der intensiven Landwirtschaft kann in großem Ausmaß Ökosysteme schädigen und die biologische Artenvielfalt reduzieren. So wird der Einsatz von Pflanzenschutzmitteln mitverantwortlich gemacht für den Rückgang von (Wild)bienen und anderen Insekten, das Vogelsterben sowie die Belastung von Grundwasser und Böden.
Herbizide zum Beispiel reduzieren in der Agrarlandschaft die Biodiversität und Abundanz von Blühpflanzen wie Wildkräutern, welche wiederum für Insekten eine wichtige Nahrungsquelle darstellen. Dadurch sind Herbizide mitverantwortlich für den Rückgang von Amphibien, Wildbienen, Schmetterlingen, Hummeln sowie anderen Insekten und in dessen Folge auch für den Rückgang an Vögeln und insektenfressenden Kleinsäugern (Mäuse, Hamster etc.) Diese sind zum einen davon bedroht, direkt durch das Pflanzenschutzmittel vergiftet bzw. in ihrer Lebensfähigkeit beeinträchtigt zu werden, und zum anderen durch die Veränderung des Lebensraums (Struktur, Diversität) sowie den Entzug der Nahrungsgrundlage.
Ein Verlust der Biodiversität ist allerdings auch bei anderen Formen der Unkrautbekämpfung zu erwarten. Sie haben das Ziel, den Bewuchs mit Unkraut unterhalb der wirtschaftlichen Schadensschwelle zu halten.

### Kritik aus der Forschung
Die 400 Wissenschaftler des Weltagrarberichts sprechen sich ebenso wie die UNCTAD, die Deutsche Akademie der Naturforscher Leopoldina und viele weitere Fachgesellschaften dafür aus, den Einsatz von synthetischen Pflanzenschutzmitteln zu reduzieren bzw. zu beenden. Sie fordern einen Wandel von der aktuell betriebenen und geförderten industriellen, energieintensiven Landwirtschaft hin zu einer Landwirtschaft, die ökologischer agiert und durch kleinräumigere Bewirtschaftung Umweltdienstleistungen besser erfüllt.
Am 23. Februar 2020 haben 24 europäische Forschungsinstitutionen – darunter das Julius Kühn-Institut und das Leibniz-Zentrum für Agrarlandschaftsforschung (beide Deutschland) sowie Agroscope (Schweiz) – das Memorandum of Understanding (MoU) »Towards a Chemical Pesticide-free Agriculture« unterzeichnet.
In der Schweiz führte auch zu Kritik, dass Pflanzenschutzmittel zu einem reduzierten Steuersatz (Mehrwertsteuer) besteuert werden (2,5 statt 7,7 Prozent). Eine 2019 eingereichte Motion will dies ändern.

## Verbraucherschutz
Untersuchungen zur Risikowahrnehmung machen deutlich, dass Pflanzenschutzmittelrückstände bei Obst und Gemüse sowie Getreide von den Verbrauchern in Süd- und Mitteleuropa als gefährlich eingeschätzt werden. Diese Einschätzung deckt sich mit der Einschätzung der WHO sowie endokrinologischer Fachgesellschaften.
Von offizieller Seite wird betont, dass bei der Zulassung von Pflanzenschutzmitteln nach dem ALARA-Prinzip (As Low As Reasonably Achievable) vorgegangen werden würde. Die Rückstandshöchstmengen für Pflanzenschutzmittel würden vom Bundesamt für Verbraucherschutz und Lebensmittelsicherheit gerade so hoch angesetzt wie für die Anwendung nötig, um auch bei noch unbekannten Gefahren das Risiko für Verbraucher zu minimieren. Ein Inverkehrbringen von Lebensmitteln oberhalb der gesetzlich festgelegten Höchstmengen ist verboten. Eine Überschreitung bedeutet jedoch nicht automatisch eine Gefahr für die Lebensmittelsicherheit, da die Grenzwerte aus Sicherheitsgründen unterhalb von toxikologisch bedenklichen Dosen angesetzt werden.
Zahlreiche medizinische Fachgesellschaften aus verschiedenen Ländern kritisieren, dass die aktuellen Grenzwerte unzureichend sind und deutlich stärkere Regulationsbemühungen nötig wären, um Verbraucher vor den schädlichen Auswirkungen von Pflanzenschutzmitteln zu schützen. Weiterhin wird kritisiert, dass die Pflanzenschutzmittelindustrie großen Einfluss auf den Zulassungs- und Bewertungsprozess habe und durch gezielte Desinformation der Öffentlichkeit und Infiltration wissenschaftlicher Fachzeitschriften versuchen würde, die öffentliche Meinung zu beeinflussen und den wissenschaftlichen Konsens zur Gefährlichkeit von Pflanzenschutzmitteln zu leugnen.

## Alternativen zum Einsatz von Pflanzenschutzmitteln
Aufgrund der potenziellen Schäden an Nicht-Zielorganismen, Lebensgemeinschaften, Ökosystemen, Ökosystemleistungen und Mensch ist der Einsatz von Pflanzenschutzmitteln umstritten. Im integrierten Pflanzenschutz sollen Pestizide nur als Ultima Ratio eingesetzt werden. Hier kommt der biologischen Schädlingsbekämpfung eine bedeutende Rolle zu. Die Zielorganismen werden dabei über natürliche Antagonisten (z. B. Schlupfwespen) bekämpft, die wesentlich weniger bis keine Schäden an Ökosystemen bzw. Nicht-Zielorganismen hervorrufen. Daneben gibt es viele weitere Möglichkeiten, um Schädlinge einzudämmen: die Förderung der Biodiversität und von Nützlingen generell, die Auswahl geeigneter Sorten und Standorte, Monitoring- und Warnsysteme und diverse biologische, biotechnische und physikalische Bekämpfungsmethoden.
Laut einer Übersichtsstudie aus dem Jahr 2018 weisen Flächen, auf denen ökologischer Landbau betrieben wird, einen geringeren Befall durch Pflanzenkrankheiten auf als konventionell bewirtschaftete Vergleichsflächen. Der Befall durch tierische Schaderreger ist bei beiden Bewirtschaftungsformen ähnlich groß, der Unkrautbesatz ist bei der ökologischen Bewirtschaftung deutlich höher.
Der ökologische Landbau wirkt sich positiv auf Honigbienenvölker aus, was vor allem auf ein größeres Nahrungsangebot in relativ blütenarmen Phasen und möglicherweise geringere Schäden durch abgedriftete Pflanzenschutzmittel zurückgeführt wird.

## Kosten und Nutzen von Pflanzenschutzmitteln
Mit Hilfe von Kosten-Nutzen-Analysen wird versucht, positive und negative Wirkungen von Pflanzenschutzmitteln zu bewerten. Im einfachsten Fall werden auf Betriebsebene die Kosten einer Pflanzenschutz-Maßnahme mit dem erwarteten wirtschaftlichen Schaden bei Nichtbekämpfung verglichen.
In der Landwirtschaft werden Pflanzenschutzmittel häufig nach starren Ausbringungsprogrammen verwendet. Im Gegensatz dazu wird beim Integrierten Pflanzenschutz eine wirtschaftliche Schadschwelle festgelegt, nach deren Erreichen Pflanzenschutzmittel zum Einsatz kommen.
Schwieriger ist das Einbeziehen externer Effekte, beispielsweise auf Gesundheit oder Umwelt, die sich nur schwer mit wirtschaftlichen Maßstäben bewerten lassen. Auswirkungen auf die Gesundheit können beispielsweise als Summe von Behandlungskosten und Produktivitätsausfall berechnet werden, ein anderer Ansatz schätzt die Effekte von Pflanzenschutzmitteln in Qualitätskorrigierten Lebensjahren.
Externe Effekte auf die Umwelt sind noch schwerer zu bewerten, beispielsweise werden beim Total-Economic-Value-Ansatz Nutzwert (aktuelle Nutzung), Optionswert (mögliche zukünftige Nutzung) und Existenzwert (zugeordneter Wert, unabhängig von einer Nutzung) berücksichtigt.
Wenn externe Effekte einbezogen werden, wirken sie sich häufig eher negativ als positiv in der Gesamtbilanz aus. Cooper und Dobson wiesen 2007 darauf hin, dass Pflanzenschutzmittel neben direkten Effekten auch Primär- und Sekundärleistungen erbrächten. Der direkte Effekt ist die Bekämpfung von Pflanzenschädlingen und -krankheiten. Zu den Primärleistungen zählen sie unter anderem höhere Pflanzen- und Nutztiererträge, höhere Qualität pflanzlicher und tierischer Erzeugnisse oder geringere Belastung mit Mykotoxinen. Daraus resultierten verschiedene wirtschaftliche, soziale und umweltbezogene Sekundärleistungen wie höhere Einkommen in der Landwirtschaft, verbesserte Lebensmittelsicherheit und Ernährungssicherung, geringere Treibhausgasemissionen oder geringerer Druck auf unbewirtschaftete Flächen.
Eine Studie des European Academies Science Advisory Council (EASAC) bezüglich der für Bestäuber als gefährlich geltenden Neonicotinoide kam zu dem Schluss, dass die durch ihren Einsatz verursachten Schäden an Ökosystemen den Nutzen möglicherweise überwiegen und empfahl eine Neubewertung.